# Aqueduto e moinhos de Barbegal

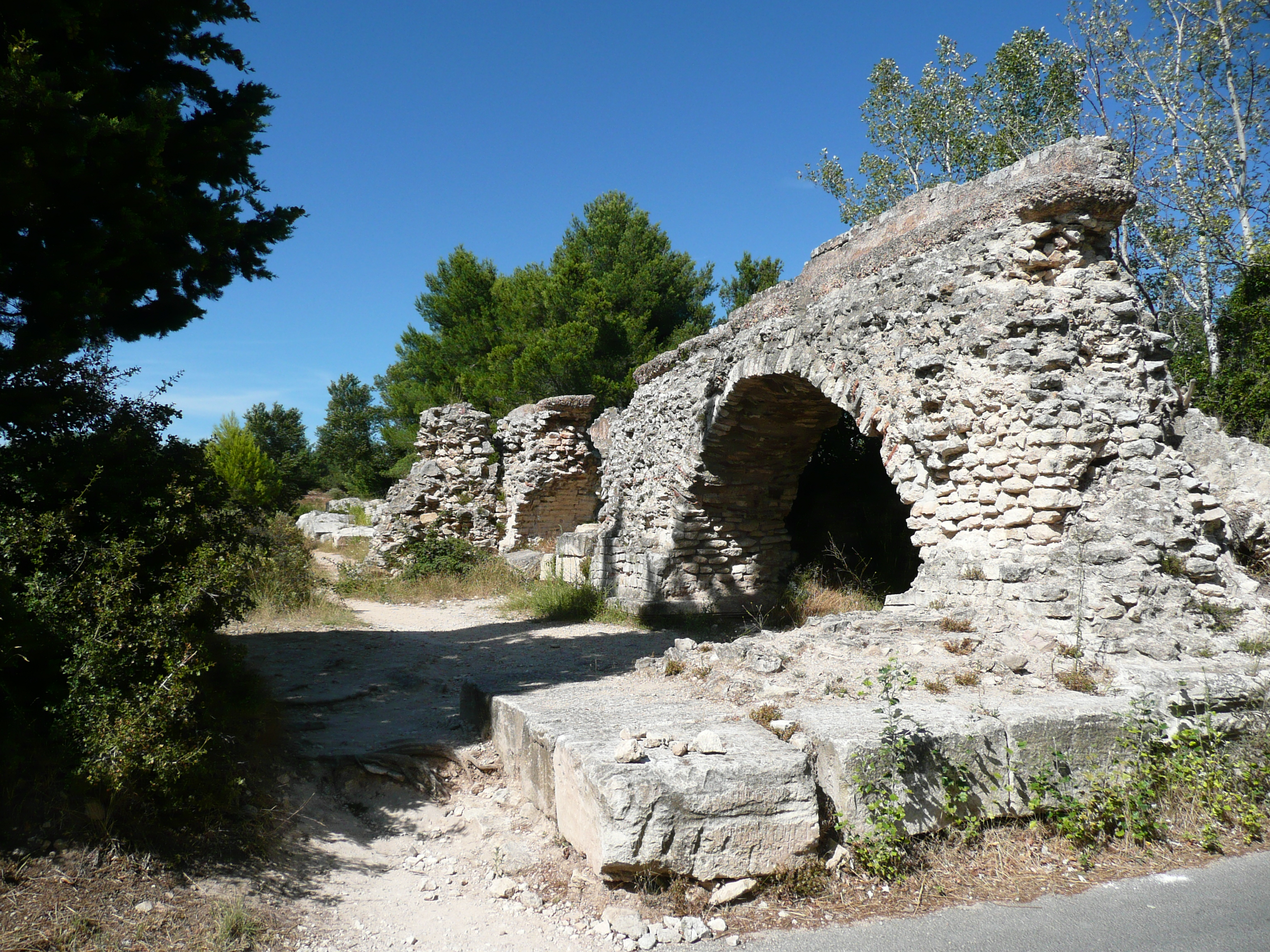
Vestígios do aqueduto

O aqueduto e moinhos de Barbegal é um complexo romano de moinhos de água localizado no território da comuna de Fontvieille, perto da cidade de Arles, no sul da França. O complexo foi referido como "a maior concentração conhecida de potência mecânica no mundo antigo " e as dezesseis rodas de ultrapassagem são consideradas o maior complexo de moinho antigo.
Sua capacidade de moer farinha alimentava cerca de 1/4 de Arles.     
Outro complexo similar de moinho existia também no Janiculum, em Roma, e há sugestões de que mais desses complexos existam em outros locais romanos importantes, como Amida. 

## Descrição

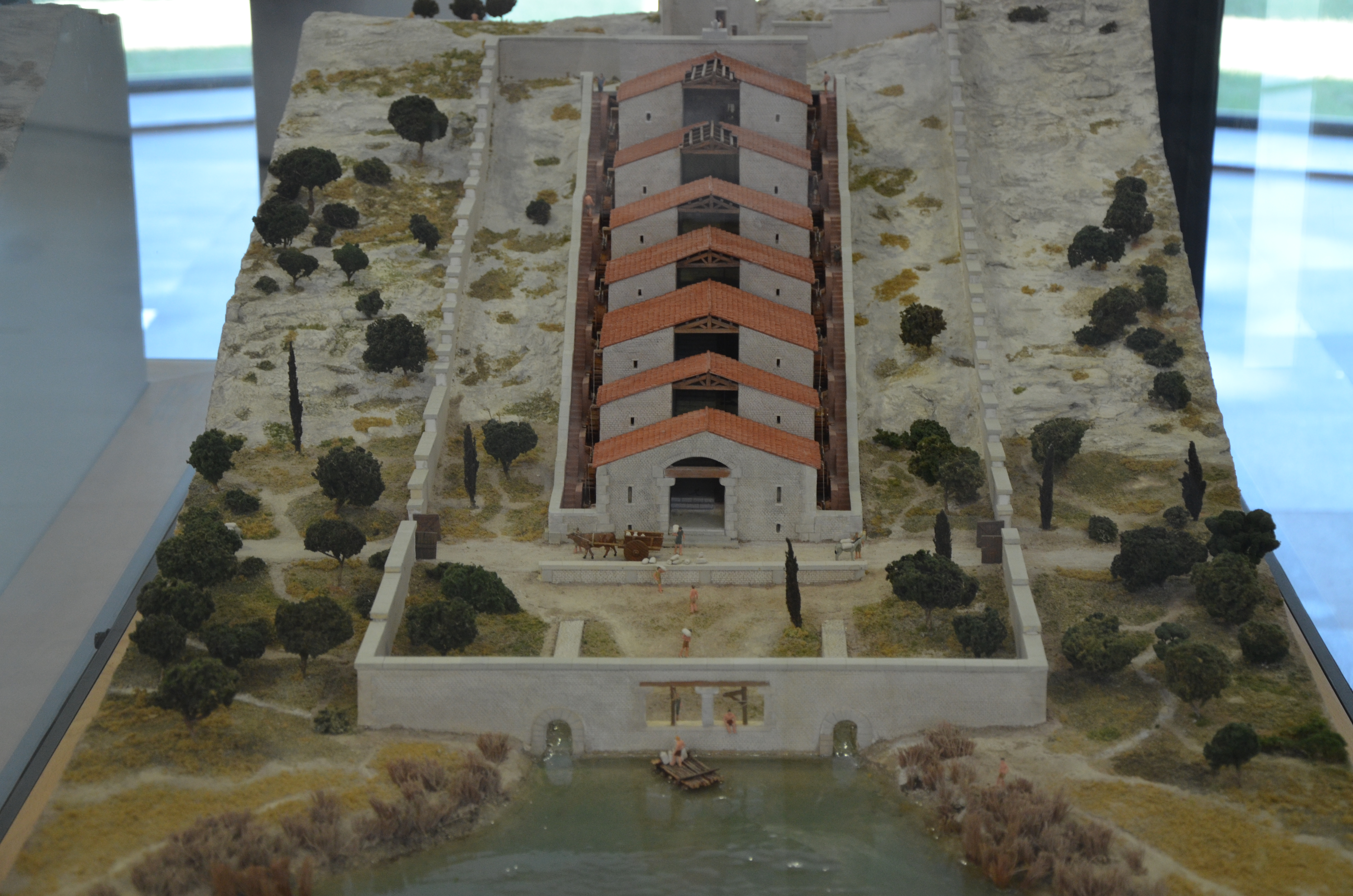
Modelo dos moinhos de água em Barbegal no Musée de l'Arles antique

As usinas de Barbegal estão localizadas 12 quilômetros ao norte de Arles, perto de Fontvieille, onde o aqueduto de Arles chegou a uma colina íngreme. Os moinhos consistiam em 16 rodas d'água em dois conjuntos paralelos de oito descendo uma encosta íngreme. Existem restos de alvenaria substanciais nos canais de água e fundações dos moinhos individuais, juntamente com uma escada subindo a colina sobre a qual os moinhos são construídos. As usinas operaram do final do século I até o final do século III.  A capacidade das usinas foi estimada em 4,5 toneladas de farinha por dia, o suficiente para fornecer pão para até 10.000 dos talvez 30-40.000 habitantes de Arelate na época. Pensa-se que as rodas ultrapassaram as rodas d'água, com as saídas conduzindo sucessivas rodas para a base da colina. 

Os aquedutos romanos que alimentavam os moinhos também foram construídos para fornecer água à cidade de Arles (então chamada Arelate). Os dois aquedutos se uniram ao norte do complexo do moinho e uma eclusa controlava o suprimento de água ao complexo. 

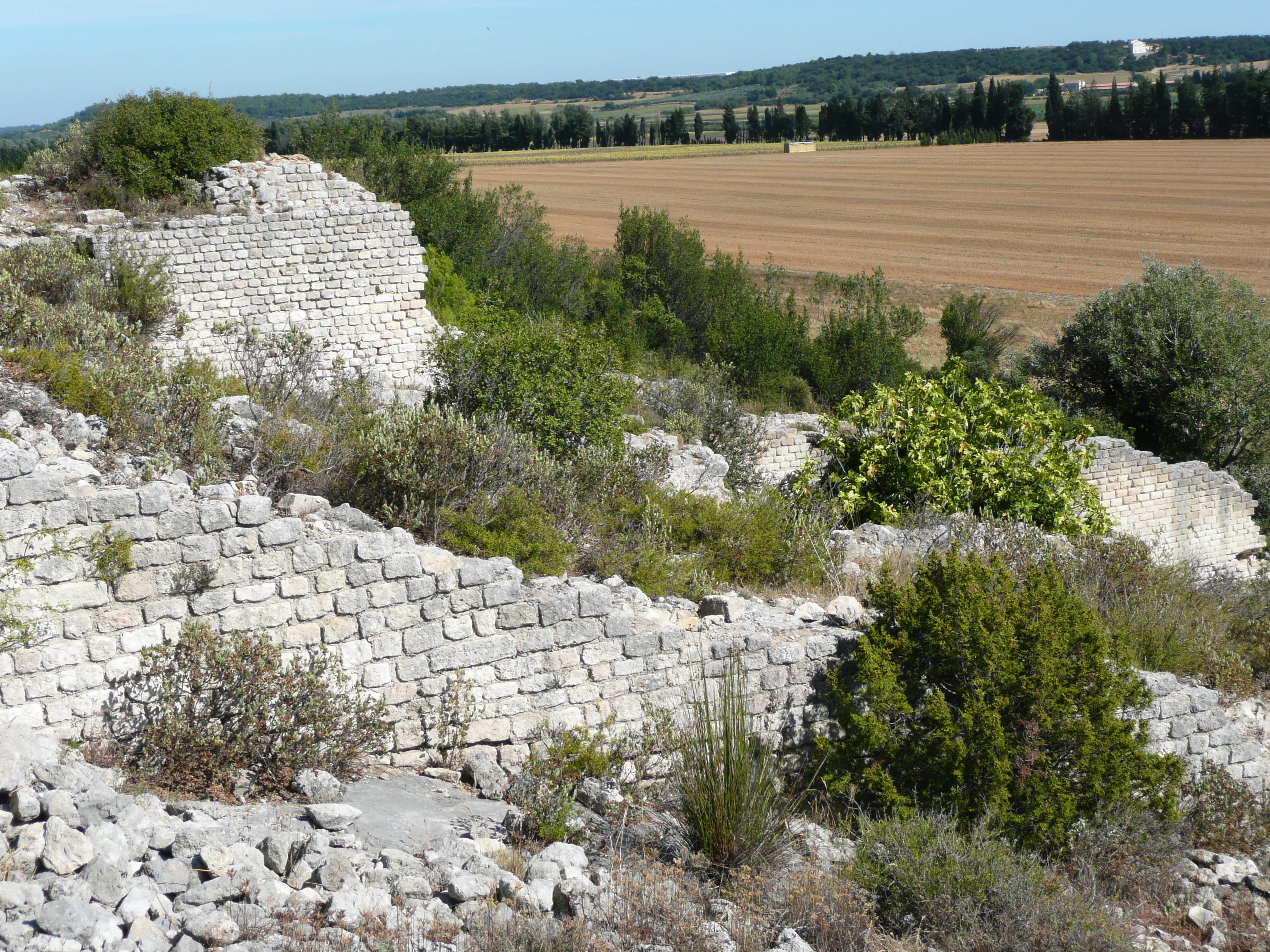
Moinho
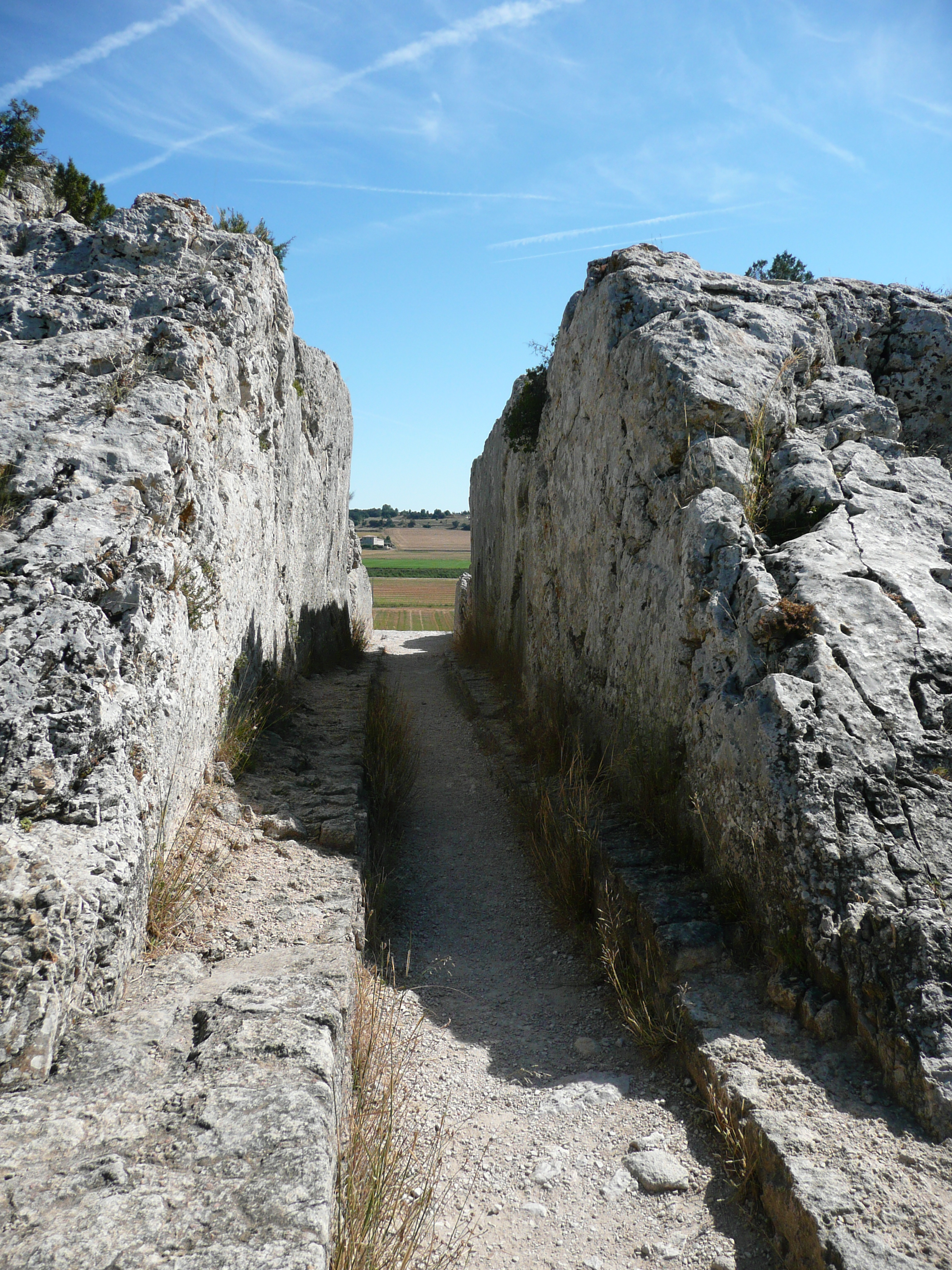
Aqueduto
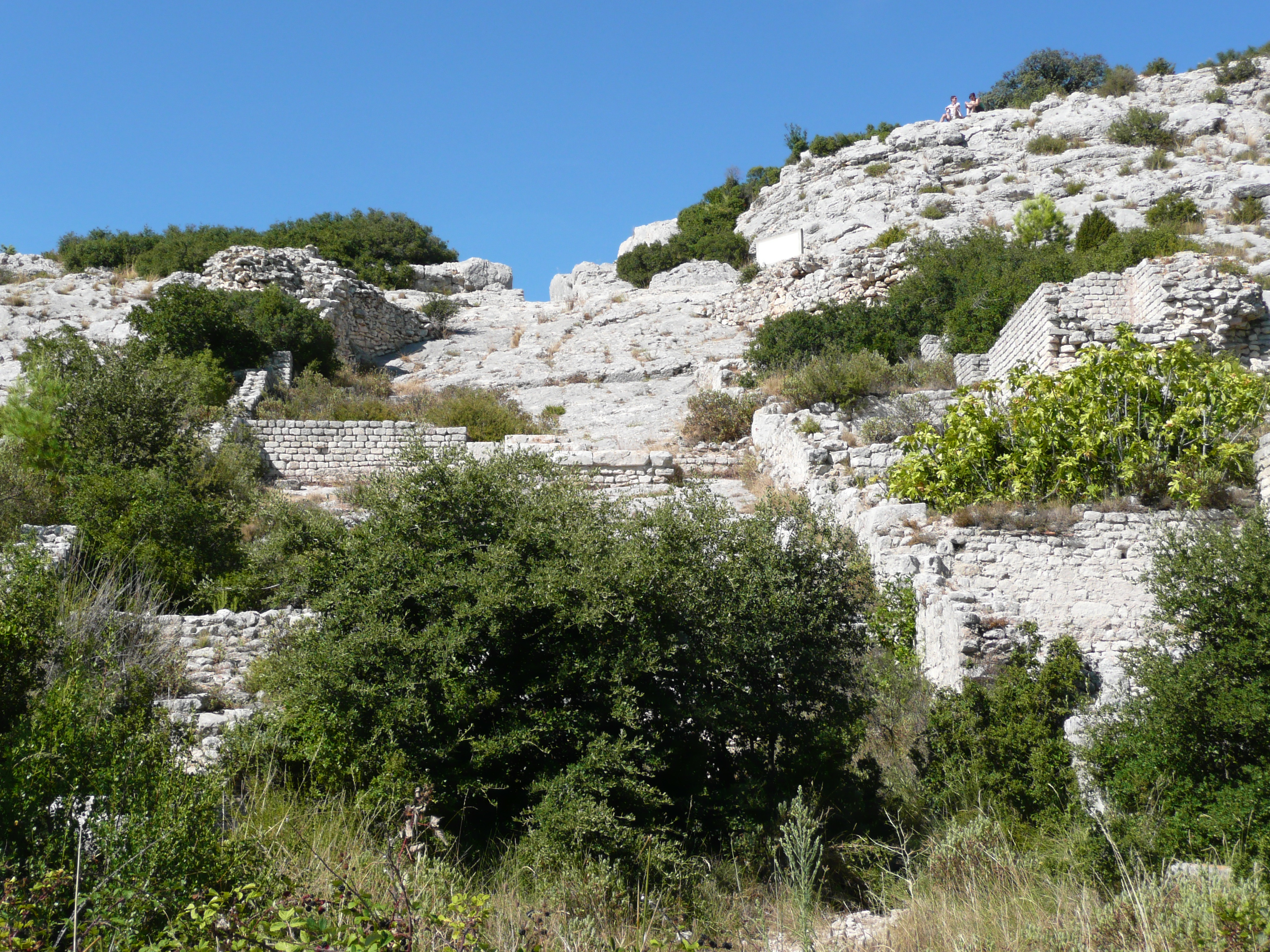
Restos do complexo
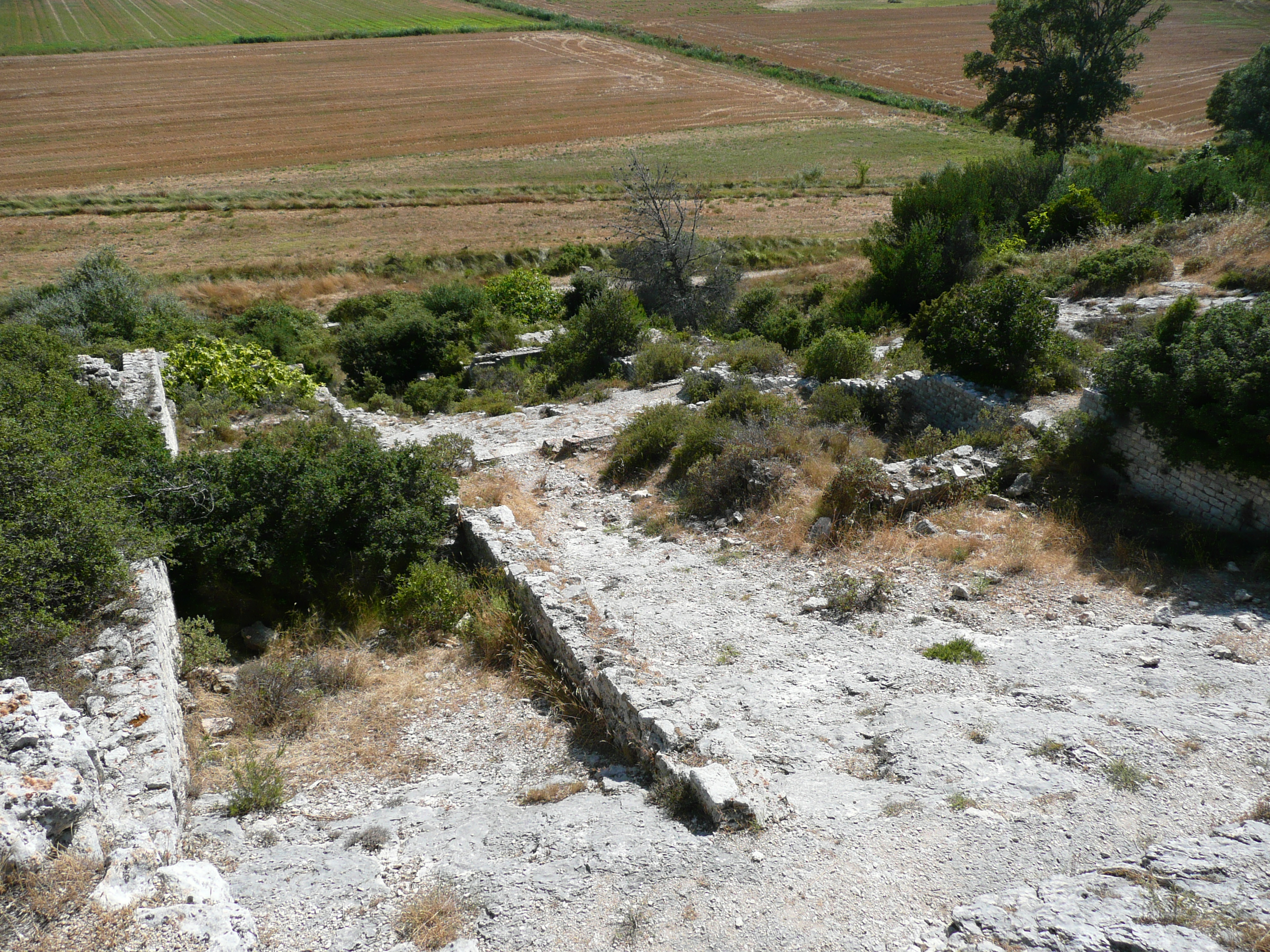
As dezesseis rodas de ultrapassagem

## Outros moinhos
Moinhos de água verticais eram bem conhecidos pelos romanos, sendo descritos por Vitrúvio em seu De architectura de 25 a.C. e mencionados por Plínio, o Velho, em seu Naturalis Historiæ de 77 d.C. Há também referências posteriores a moinhos de água flutuantes de Bizâncio e a serrarias no rio Mosela pelo poeta Ausônio. O uso de múltiplas sequências empilhadas de rodas d'água de ultrapassagem reversa foi difundido nas minas romanas, especialmente na Espanha e no País de Gales. É possível que os moinhos de Barbegal também tenham sido usados para serrar madeira e pedra quando não estiver moendo trigo. A serração de Hierapolis do século III d.C. mostra uma serra de quadro acionada por manivela sendo usada dessa maneira, e outra foi escavada em Éfeso. 

## Local
É possível caminhar para o sul cerca de 250 metros ao longo dos restos do aqueduto, através da fenda na crista até o topo do complexo do moinho. O local é sinalizado como aqueduto romano e não como um moinho. O Museu de Antiguidade de Arles possui um modelo informativo reconstruído do moinho. Atualmente, o local está coberto de vegetação e é necessário cuidado para explorar as ruínas.   